# Phương thức cấu âm

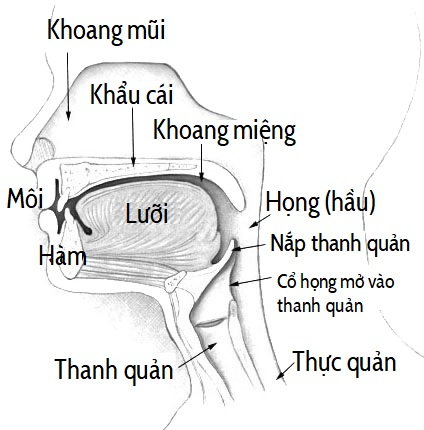
Đường dẫn âm của con người

Trong ngữ âm học, phương thức cấu âm (tiếng Anh: manner of articulation) là cách thức các cơ quan phát âm (như lưỡi, môi và ngạc cứng) tương tác với nhau để tạo ra âm thanh lời nói. Cách thức này bao gồm "độ chẹt," (stricture) tức là mức độ nghẽn lại của các cơ quan phát âm tiếp cận nhau, cùng với các âm tố liên quan đến âm r-tính (như "âm vỗ" và "âm rung"), và biến thể xuýt của các âm xát.